# Esteban Echeverría

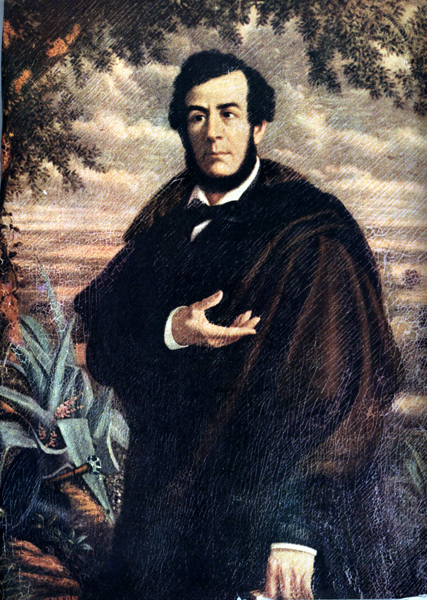
Esteban Echeverría.

Estéban Echeverria, född den 2 september 1809 i Buenos Aires, död den 19 januari 1851 i Montevideo, var en argentinsk skald.
Echeverría utgav Elvira, ó La novia del Plata (1830), Consuelos (1834) och  Cautiva (1837), som innehåller skildringar av pampas och deras invånare, samt dikten Guitarra (1842) med mera. Mest lyckad anses Echeverría vara i sina mindre dikter. Under en vistelse i Europa (1825–1830), där större delen av tiden tillbragtes i Paris men några betydelsefulla månader 1829 i London, gjorde han bekantskap med romantiken (särskilt med Lamartine och Byron) och förmedlade till sitt hemland bekantskapen med denna riktning. Mot slutet av sitt liv befann han sig, på grund av sin opposition mot Juan Manuel de Rosas, i landsflykt i Uruguay.